# نیشیکی، کوماموتو
نیشیکی، کوماموتو (به لاتین: Nishiki, Kumamoto) یک منطقهٔ مسکونی در ژاپن است که در استان کوماموتو واقع شده‌است. نیشیکی ۱۱٬۹۰۴ نفر جمعیت دارد.